# Agrypnus aequalis
Agrypnus aequalis es una especie de escarabajo del género Agrypnus, tribu Agrypnini, familia Elateridae. Fue descrita científicamente por Candèze en 1900.
Se distribuye por Asia.